# Malomrét
Malomrét (ukránul: Жорнава [Zsornava]) falu Ukrajnában, Kárpátalján, az Ungvári járásban.

## Fekvése
Nagybereznától északkeletre, Fenyvesvölgy szomszédjában fekvő település.

## Nevének eredete
Neve szláv eredetű, dűlőnév. A magyar malomrét szláv névből, részfordítással keletkezett. Olyan helyet jelöl, ahonnan malomkövet bányásznak.

## Története
Malomrét település a 20. században jött létre Fenyvesvölgy (Sztavna) határában.
Nevét 1938-ban említették először Zsornava néven. Az 1944-es helységnévtárban már említették, mint Zahorb, Sztavna és Kosztrina külterületét, lakott helyként. 
2020-ig közigazgatásilag Határhegyhez (Zahorb) tartozott.

## Népesség
| 2001 | 602 |

A népesség anyanyelv szerinti megoszlása a teljes népesség %-ában (2001)

## Közlekedés
A települést érinti a Csap–Ungvár–Szambir–Lviv-vasútvonal.